# William Wetmore Story
William Wetmore Story, född den 12 februari 1819 i Salem, Massachusetts, död den 7 oktober 1895 i Vallombrosa, Italien, var en amerikansk skulptör och författare. Han var son till Joseph Story. 

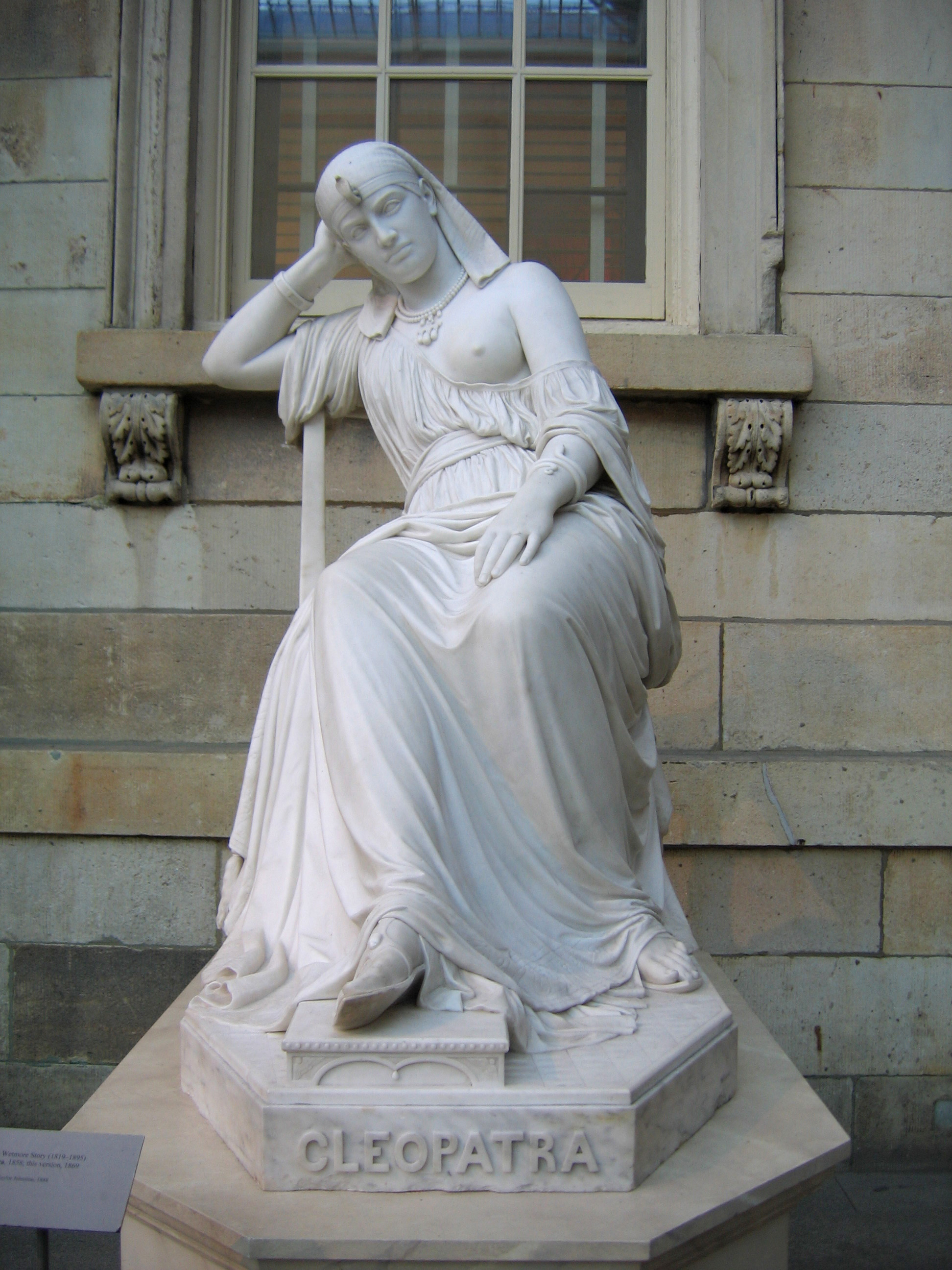
William Wetmore Story, Kleopatra.

Story studerade juridik i Boston och utgav flera arbeten i detta ämne. Han ägnade sig sedan åt skulptur och litteratur samt var sedan 1848 bosatt i Rom. Hans plastiska verk, till största delen idealfigurer, utmärks av spirituell, stundom storartad uppfattning och mästerlig teknik. Nämnas kan en porträttstaty av hans far samt statyerna Kleopatra, Sibylla, Saul, Det sörjande Jerusalem, Shakespeare, George Peabody och ett nationalmonument för Philadelphia. De mest betydande av hans litterära arbeten är Roba di Roma (1862), The proportions of the human figure (1866), Graffiti d'Italia (1869) och diktsamlingen Nature and art (1844).